# Kvalsterallergi
Kvalsterallergi är en åkomma som orsakas av kvalster. I Sverige är det främst så kallade huskvalster (även kallade sängkvalster) som ligger bakom. Huskvalster trivs i miljöer där temperatur och luftfuktigheten är hög och de motverkas effektivt genom god motordriven ventilation. Vädring är inte tillräcklig då det endast byter ut luften i närheten av fönstret.
Förrådskvalster är andra släkten av så kallade lårkvalster (Acariformes) som också kan orsaka allergiska problem i arbetsmiljön, där man förvarar matvaror och foder.
Även husdjursallergier kan vara dold kvalsterallergi, där kvalster som lever i pälsen på hundar eller katter kan vara den bakomliggande källan.

## Orsak
Avföring från kvalster är den vanligaste allergenen i världen. Kvalster bryter ner föda med enzymer. Det är dessa enzym som man kan vara överkänslig mot. De följer med avföringen som kvalster ger ifrån sig. Varje kvalster avger ett 20-tal avföringspartiklar per dygn. Varje partikel är tusendels millimeter och finns det många kvalster så blir det miljontals allergipartiklar. 

## Här finns kvalster
Kvalster finns i tjocka textilier, mattor och stoppade möbler. På plana golv eller i dammtussarna torkar de ut och dör. Sängkvalster har åtta ben som är försedda med sugkoppar och hullingar och de tar sig lätt fram i madrasser, stoppningar i möbler, mattor etc. Kvalster äter av allt som de stöter på i madrassen till exempel avstötta hudflagor. Den mängd hudflagor som vi avger varje natt räcker som föda till miljontals kvalster i flera veckor.
Normalt är livslängden ett par månader. Under sin livstid lägger honan 25 - 100 ägg. Om tillgången på fukt och värme är god kan ett kvalsterpar föröka sig till flera miljoner på ett år.

## Att motverka kvalsterallergi
Luftfuktigheten är den avgörande faktorn för att kvalster ska överleva. I kalla eller torra områden finns de normalt inte. Hit hörde tidigare större delen av Sverige, men dålig ventilation som orsakar hög luftfuktighet gör att kvalsterallergi nu kan påträffas i hela landet.
Allra bäst trivs kvalster vid 70-80 % luftfuktighet och 20-30 graders värme. De kan överleva vid låg fuktighet eller låg temperatur ganska länge men de förökar sig inte. Kvalster tål stora temperaturvariationer men trivs bäst vid 20-30 grader. Även om de inte förökar sig vid låga temperaturer så kan de överleva lång tid. Vid 0 grader kan de överleva i veckor, vid -18 i dagar och vid –25 i timmar.
Normalt är sängen den största allergenkällan. Kvalster trivs särskilt bra i sängen för där är det fuktigt, varmt och mörkt och mat finns det i överflöd. Eftersom man ligger i sängen en tredjedel av dygnet är risken störst att man andas in allergipartiklar när man sover. Det förklarar också varför de flesta kvalsterallergikerna har mest problem på natten och morgonen. Vanliga besvär är astma, kliande ögon, täppt näsa, rinnande näsa eller eksem. 
Innan man börjar behandla allergin med läkemedel, som bara lindrar symtomen, så ska man börja med att försöka undvika det man är allergisk emot. Det viktigaste är att minska risken att andas in allergipartiklarna i sängen. 
Då kvalster tål stora temperaturskillnader är råd som att frysa eller att vädra sängkläder missvisande. Kvalsterna överlever den metoden om man inte utsätter dem för mycket låga temperaturer. Dessutom är kvalsterallergenet fortfarande kvar i sängkläderna efter att de har frysts. 
Ett bättre råd är att tvätta sängkläderna i 60 grader minst varannan månad och att skölja noggrant. Tvättningen tar död på kvalsterna och tar bort kvalsterallergenet. En effektivare metod är särskilda kvalsterskydd för sängen. Effekten av kvalsterskydd är väl dokumenterat i medicinska studier. Om du köper kvalsterskydd, var då noga med att skydden har prövats i medicinska studier.
Många tillverkare påstår att de har kvalstersäkra kuddar, täcken och madrasser. Ännu har ingen visat att dessa behandlingar fungerar utanför laboratoriet. Man ska därför vara noga med att efterfråga medicinska studier gjorda under verkliga förhållanden.